# Tour Down Under 2000
El Tour Down Under 2000, segona edició del Tour Down Under, es disputà entre el 18 i el 23 de gener de 2000 sobre un recorregut total de 776,2 quilòmetres repartits entre sis etapes.
La cursa fou guanyada pel francès Gilles Maignan (AG2R Prévoyance), que fou acompanyat al podi per l'australià Stuart O'Grady (Crédit Agricole) i l'alemany Steffen Wesemann (Team Telekom).
La classificació dels punts fou per Guillaume Auger (Big Mat-Auber93), la de la muntanya per a Rene Jorgensen (Memory Card-Jack & Jones), la dels joves per a Sandy Casar (FDJ) i la dels equips pel AG2R Prévoyance.

## Equips participants
En la quarta edició del Tour Down Under hi van prendre part dotze equips, dos d'australians i deu d'europeus.
| Sun-Smart-Mitsubishi     | Team Deutsche Telekom | Crédit Agricole        | Saeco-Valli |
| United Water-AIS         | AG2R Prévoyance       | FDJ                    | Team Polti  |
| Memory Card-Jack & Jones | Big Mat-Auber 93      | Linda McCartney Racing | Farm Frites |

## Les etapes
| Etapa | Data        | Recorregut              | km       | Vencedor d'etapa | Líder de la general |
| ----- | ----------- | ----------------------- | -------- | ---------------- | ------------------- |
| 1a    | 18 de gener | Adelaida - Adelaida     | 52,2 km  | Koos Moerenhout  | Koos Moerenhout     |
| 2a    | 19 de gener | North Adelaide - Goolwa | 152,0 km | Michael Rogers   | Michael Rogers      |
| 3a    | 20 de gener | Glenelg - McLaren Vale  | 184,0 km | Stéphane Bergès  | Michael Rogers      |
| 4a    | 21 de gener | Unley - Modbury         | 136,0 km | Steffen Wesemann | Gilles Maignan      |
| 5a    | 22 de gener | Gawler - Tanunda        | 156,0 km | Erik Zabel       | Gilles Maignan      |
| 6a    | 23 de gener | Adelaida - Adelaida     | 96,0 km  | Robbie McEwen    | Gilles Maignan      |

## Classificació general
|    | Ciclista                  | Equip                    | Temps       |
| -- | ------------------------- | ------------------------ | ----------- |
| 1  | Gilles Maignan (FRA)      | AG2R Prévoyance          | 19h 02' 02" |
| 2  | Stuart O'Grady (AUS)      | Crédit Agricole          | + 12"       |
| 3  | Steffen Wesemann (GER)    | Team Telekom             | + 14"       |
| 4  | Ludovic Turpin (FRA)      | AG2R Prévoyance          | + 18"       |
| 5  | Sandy Casar (FRA)         | FDJ                      | + 24"       |
| 6  | Dominique Rault (FRA)     | Big Mat-Auber93          | + 25"       |
| 7  | Aleksandr Vinokúrov (KAZ) | Team Telekom             | + 28"       |
| 8  | Mathew Stephens (GBR)     | Linda McCartney          | + 4' 11"    |
| 9  | René Jörgensen (DEN)      | Memory Card-Jack & Jones | + 5' 46"    |
| 10 | Emmanuel Magnien (FRA)    | Crédit Agricole          | + 10' 58"   |